# Sonderaktion Krakau
Sonderaktion Krakau és el suposat nom en codi d'una operació alemanya contra professors i acadèmics de la universitat de Cracòvia i d'altres universitats de la ciutat a la Polònia ocupada, al començament de la Segona Guerra Mundial. Es va dur a terme dins d'un pla d'acció molt més ampli, la Intelligenzaktion, per eliminar l'elit intel·lectual polonesa, especialment en aquells centres (com Cracòvia) que els alemanys pretenien convertir en culturalment alemanys.
No és clar si Sonderaktion Krakau (en català: Operació Especial Cracòvia) era realment el nom en codi alemany. El motiu de la detenció no es va comunicar als professors fins que van ser al camp de concentració.

## Història
El dia 6 de novembre de 1939, tot el cos docent de la universitat havia estat convocat a una conferència al Collegium Novum per parlar de les noves directrius del següent curs acadèmic sota la nova situació d'ocupació alemanya. La reunió s'havia comunicat a les autoritats alemanyes que no havien manifestat oposició; tanmateix el cap de la Gestapo a Cracòvia, l'Obersturmbannführer Bruno Müller, va mostrar el seu desig d'adreçar-se a la concurrència. La reunió va començar, i acabar, poc després del migdia. Müller els va comunicar que pretenien iniciar el curs sense el permís de les autoritats alemanyes, que ja havien iniciat activitats sense el seu coneixement, que tot això era una prova dels seus sentiments anti-germànics i de la tradicional actitud anti-germànica de la universitat. Per això, les autoritats havien de posar fi a la situació i tots els presents (excepte les dones) serien posat immediatament sota custòdia per a ser deportats a camps d'internament.
Van ser arrestades 183 persones, entre ells 138 professors de la Universitat Jagellònica, 34 de la Universitat Tecnològica i 8 d'altres universitats, a més d'alguns alumnes i personal no docent. Després d'una breu detenció a la presó de Cracòvia van ser enviats a la de Breslau, des de la qual 168 d'ells van ser enviats al camp de concentració de Sachsenhausen (afores de Berlín).
Després de les protestes internacionals i internes (molts dels arrestats tenien relacions amb científics alemanys), 101 professors majors de quaranta anys van ser alliberats el 8 de febrer de 1940. 12 professors van morir durant els tres mesos d'internament per les dures condicions de vida del camp i altres 6 van morir poc després de ser alliberats, 3 professors d'origen jueu van ser assassinats. El març de 1940 els que restaven presos van ser enviats al camp de concentració de Dachau del qual van anar essent alliberats: l'últim d'ells, l'historiador Kazimierz Piwarski va ser alliberat a finals de 1941.

## Personatges destacats arrestats
- Tadeusz Banatxiewicz
- Aleksander Birkenmajer
- Ignacy Chrzanowski
- Stanisław Estreicher
- Tadeusz Estreicher
- Stanisław Gołąb
- Zdzisław Jachimecki
- Stanisław Klimecki
- Aleksander Kocwa
- Władysław Konopczyński
- Kazimierz Kostanecki
- Tadeusz Jan Kowalski
- Stanisław Kutrzeba
- Tadeusz Lehr-Spławiński
- Bogusław Leśnodorski
- Mieczysław Małecki
- Wiktor Ormicki
- Kazimierz Piwarski
- Jan Stanisławski
- Leon Tochowicz
- Tadeusz Ważewski